# Praline (chocolat)
Pour les articles homonymes, voir Praline.
Une praline, ou plus simplement  petit chocolat ou chocolat, est un montage à base de chocolat. Il existe des pralines fourrées à la crème, à la crème au beurre, à la ganache, à la pâte pralinée, à la liqueur, au café, avec morceaux de fruits ou de fruits secs, au caramel, mais certaines ne sont faites que de chocolat ou, par exemple, de massepain. Il est souvent vendu dans des ballotins.

## Histoire
La praline a été inventée et baptisée « praline » en 1912, par Jean Neuhaus Junior, confiseur belge d'origine suisse. Le mot vient du terme horticole « praliner », entourer la racine d'une plante, et non pas du Duc de Plessis-Praslin.
En 2020 est inauguré un nouveau quartier à Bruxelles sur l’ancien site industriel Tour et Taxis. Vingt-huit nouvelles voies vont être baptisées (d’après 1 397 propositions) dont le « passage de la Praline ».

## Variétés
Parmi les pralines les plus célèbres, on trouve les manons (fourrées avec de la crème aromatisée), les gianduja, les truffes, etc. Bien que ce ne soit pas toujours le cas, les pralines sont souvent vendues dans des boîtes adaptées appelées ballotins. La praline est parfois appelée « bouchée de chocolat » ou bonbon de chocolat.